# Wat Phra Yuen
Wat Phra Yuen (Thai: วัดพระยืนพุทธบาทยุคล − etwa: Kloster der stehenden Buddhas) ist ein buddhistischer Tempel (Wat) in Lamphun, Nordthailand. Der Tempel liegt einen Kilometer östlich der Altstadt von Lamphun, jenseits des Maenam Kuang (Kuang-Fluss).
Gemäß der Legende soll der Tempel im Jahr 1370 von König Kue Na gegründet worden sein, um den weisen Mönch Sumana Thera zu beherbergen, den er  aus Sukhothai eingeladen hatte. Zu jener Zeit soll hier bereits eine große stehende Buddha-Statue vorhanden gewesen sein. Der König baute einen Mondop um sie herum, zusätzlich ließ er drei weitere Statuen der gleichen Größe und aus dem gleichen Material wie die bereits vorhandene fertigen, und sie in Nischen des Mondop Rücken an Rücken aufstellen, so dass sie in die vier Himmelsrichtungen blicken konnten. Die Ikonographie der ursprünglichen Statuen soll sowohl Elemente von Hariphunchai wie auch des beginnenden Sukhothai-Reiches enthalten haben.
Zwischen 1901 und 1907 wurden die Überreste der Statuen und des ursprünglichen Mondop durch eine noch heute sichtbare Chedi überbaut. Diese Chedi ist im Stil eines birmanischen Tempels aus Pagan errichtet: der würfelförmige Sockel steht auf einer Terrasse, zu der an allen vier Seiten Treppen heraufführen. Der Sockel hat ein stufenförmiges Dach, das eine kleine glockenförmige Chedi trägt, von einem vergoldeten Hti gekrönt. An den vier Seiten sind Nischen eingelassen, in denen jeweils eine stehende Buddha-Statue im Hariphunchai-Stil zu sehen ist.
An der nördlichen Seite der Terrasse steht eine Stele aus Sandstein, datiert 1370/1371 und damit die älteste Stele im Tal des Mae Nam Ping, die in Thai und Pali den Bau lobpreist. Sie liest sich: „Diese Stele belegt, dass Chao Thao Songsaen Na Anthammikarat [Phaya Kue Na], geliebter Sohn von Phaya Phayu, der Enkel des großen Phaya Khamfu und der Großenkel des Phaya Mengrai ist“.